# Cámaras del Trabajo
Las Cámaras del Trabajo (en italiano: Camere del Lavoro) son una organización territorial de la Confederación General Italiana del Trabajo (CGIL) que comprende las diversas federaciones sindicales de la CGIL existentes en una determinada zona geográfica. La subdivisión territorial es competencia de la organización regional del sindicato. Las competencias de las Cámaras del Trabajo están reguladas por el artículo 10 de los estatutos de la CGIL.

## Historia
Las Cámaras del Trabajo nacieron a finales de la última década del siglo XIX, como instrumento de defensa de los trabajadores ante la explotación y el desempleo desenfrenado en el norte de Italia en el periodo de depresión económica del decenio 1887-1897. Fueron impulsadas por los dirigentes del Partido Obrero Italiano, que se transformará posteriormente en el Congreso de Génova en el Partido de los Trabajadores Italianos (más tarde rebautizado como Partido Socialista Italiano). Entre ellos se encontraba Osvaldo Gnocchi-Viani, sindicalista milanés de los tipógrafos, que entre 1889 y 1890 diseñó, difundió, propuso y dirigió una institución similar a la Bolsa del Trabajo existente entonces en París, con el objetivo no solo de encontrar trabajo para la mano de obra sino de actuar como mediador entre obreros y patronos. 
A Gnocchi-Viani se unieron otras personalidades del movimiento obrero como Dante Racca, Pier Giorgio Daghetto, Paolo Alessi y Vittorio Chenal, así como algunas asociaciones como la Sociedad Arquímedes de Socorro Mutuo, que el 1 de mayo de 1891 constituyeron la Cámara del Trabajo de Turín, activa desde su sede de Via Basilica a partir de septiembre, cuando se adhirió formalmente la Asociación General de Obreros. La primera Cámara del Trabajo italiana había sido no obstante la de Piacenza, fundada el 23 de marzo del mismo año.
El 1 de octubre de 1891 nació, tras instalarse en algunos locales del Castillo Sforzesco puestos a disposición por el alcalde Giulio Belinzaghi, la Cámara del Trabajo de Milán, con la especificidad (recordada en 1981 por Luciano Lama) de «promover el estudio y la defensa de los intereses económicos, industriales, agrarios, comerciales y todo cuanto tenga que ver con la mejora moral y material de las clases trabajadoras».
El I Congreso de las Cámaras del Trabajo se desarrolló en Parma en 1893, reuniendo a representantes de las trece cámaras entonces existentes. Las Cámaras del Trabajo fueron la base constitutiva de la Confederación General del Trabajo (CGdL) en 1906.

## Especificidad italiana
«La Cámara del Trabajo de Milán, ya en su nacimiento, imprime al sindicalismo italiano un rasgo característico que lo hace diferente de las demás experiencias europeas. Las Cámaras del Trabajo, de hecho, superando los límites de las organizaciones de oficio, plantean el patrocinio y la tutela de los intereses de los trabajadores, para educarlos, practicar la fraternidad y el apoyo mutuo. Se convierten de tal manera en instrumentos de lucha para la conquista de nuevas condiciones de trabajo para los aprendices, para las mujeres y los niños, por una duración del trabajo más humana, para garantizar la enseñanza profesional, la elevación cultural, la búsqueda de trabajo y la colocación».
Luciano Lama, 1981.